# Ahornberger Forst
Der Ahornberger Forst war ein gemeindefreies Gebiet im Landkreis Tirschenreuth.
Als gemeindefreies Gebiet auf der Gemarkung Ahornberg bestand der Ahornberger Forst bis 30. August 2008. Zum 1. September 2008 wurden alle 15 Flurstücke mit einer Gesamtfläche von 3.819.185 m² in die Gemeinde Immenreuth eingegliedert.